# Getter Robo
GETTER ROBO (en japonés: ゲッターロボ, Hepburn: Gettā Robo, típicamente romanizado como Getter Robot en varios manga) es una serie de manga Super Robot creada por Ken Ishikawa y Go Nagai, así como una serie de anime producida por Toei Animation. La serie fue transmitida por Fuji TV desde el 4 de abril de 1974 hasta el 8 de mayo de 1975, con un total de 51 episodios. El manga fue serializado en el Weekly Shōnen Sunday de Shogakukan desde el 7 de abril de 1974 hasta el 24 de agosto de 1975.[1]
La serie fue pionera en el género de anime mecha: por primera vez, introdujo el concepto de máquinas separadas que se combinan para formar un Super Robot. Usando tres jets, Getter Robo podría combinarse de tres maneras diferentes para crear tres versiones diferentes de Getter Robo para diferentes condiciones y situaciones. Esta idea se discutió originalmente durante el proceso de creación de Mazinger Z (el primer Super Robot que se pilotó internamente), pero se abandonó y luego se desarrolló para Getter Robo. Esta idea de combinación y transformación demostró ser un concepto muy poderoso que se ha utilizado en el género de los superrobots desde entonces. Además, al agregar tres pilotos al robot, se pudo agregar un elemento de drama adolescente, probablemente influenciado por el ya popular programa de equipo de ciencia ficción de anime Gatchaman (más conocido en los EE. UU. como Battle of the Planets, G-Force: Guardians of Space, o Eagle Riders).

## Desarrollo
En principio, el autor Go Nagai (también creador de Mazinger Z, y Devilman) iba a hacerse cargo del manga pero, debido al trabajo que ya tenía, el esfuerzo que le suponía la recién inaugurada Dynamic y el interés que despertó esta serie en Ken, hizo que dejara el encargo.
El manga original estaba dirigido a un público infantil, pero presentaba una gran violencia gráfica. Por esta razón se vio obligada a orientarse a un público más adulto. En 1974 vería la luz el primer tomo de Getter Robo, que contenía innovaciones narrativas nunca antes vistas en un manga. En 1975, Getter Robo G continuaría la historia para, 20 años más tarde, ser seguida por Getter Robo Go (1991), Shin Getter Robo (1998) y Getter Robo Ark (2003).
La saga quedaría inconclusa con el fallecimiento de Ken Ishikawa el 15 de noviembre de 2006.
Esta serie también cuenta con varias adaptaciones a la gran pantalla como son Getter Robo (1974), Getter Robo G (1975), Getter Robo Go (1991), Change Shin Getter Robo: Sekai no Hi (1998), Shin Getter Robo Vs. Neo Getter Robo (2000) y New Getter Robo (2004).

## Sinopsis
La trama involucra a tres adolescentes de voluntad fuerte: Ryoma Nagare, Hayato Jin y Musashi Tomoe, que pilotan tres aviones de combate especialmente diseñados (Eagle, Jaguar y Bear) que pueden combinarse en tres robots gigantes diferentes, Getter-1 (equilibrado y para combate aéreo), Getter-2 (rápido y para combate terrestre), y Getter-3 (fuerte y para combate marino). Fueron ensamblados por el Prof. Saotome, quien concibió el proyecto Getter Robo como un medio de exploración del espacio profundo. La máquina Getter funciona con una fuente de energía conocida como Rayos Getter, que son la manifestación invisible de la fuerza de voluntad del piloto. En cambio, se convirtió en la primera línea de defensa de la Tierra contra el Imperio de los dinosaurios, una civilización de humanoides parecidos a reptiles que evolucionaron a partir de los dinosaurios ahora extintos que vagaban por la tierra hace millones de años. Han vivido muchos años bajo tierra después de verse obligados a hacerlo por la radiación de rayos captadores del espacio que no afectó a los simios que se convirtieron en humanos; ahora quieren reclamar la Tierra como suya y destruir a la humanidad.

## Personajes

### Equipo Getter
Ryoma Nagare (流竜馬, Nagare Ryōma) Expresado por: Akira Kamiya: es el protagonista y piloto principal de la franquicia Getter Robo. Es un joven de sangre caliente en la escuela secundaria. Pilota Getter-1, Getter Dragon y Shin Getter-1 en el manga y el anime. Tiene la voz de Akira Kamiya en la serie de televisión de anime Getter Robo original, así como en su secuela Getter Robo G, mientras que en Getter Robo Armageddon, Shin Getter Robo vs Neo Getter Robo y New Getter Robo, tiene la voz de Hideo Ishikawa. Ryoma aparece en gran medida en los juegos de Super Robot Wars, principalmente en su encarnación de la serie de anime. También aparece en el juego Another Century Episode 3 para PS2 en su versión Getter Robo Armageddon.
En el manga, Ryoma (llamado "Ryou" para abreviar en la serie de televisión de manga y anime) es un artista marcial agresivo y de mal genio que se estrella en un torneo de artes marciales, luego desafía y rápidamente noquea a la mayoría de los estudiantes con sus habilidades marciales más brutales. estilo artístico. Sus habilidades y durabilidad llaman la atención del profesor Saotome, que está buscando candidatos a piloto adecuados para las Getter Machines. Para probar aún más las habilidades de Ryoma, Saotome contrata a tres asesinos altamente calificados para cazar e intentar matar a Ryoma. Ryoma se las arregla para derrotarlos mientras intenta resistir los efectos de un tranquilizante muy potente que le disparó uno de los asistentes de Satome, antes de finalmente quedar inconsciente por una combinación de fatiga, el tranquilizante y Saotome golpeando con humor a Ryoma en la cabeza con uno de sus sandalias de madera. Ryoma se despierta en el Laboratorio de Investigación de Saotome, donde se le dice que la pelea anterior fue una prueba para determinar si tenía o no las capacidades excepcionales requeridas para manejar el Getter Robo, y se le ofrece ser uno de sus pilotos. Se convierte en el piloto de Getter Eagle/Getter 1.
En la serie de televisión de anime, Ryoma es mucho menos agresivo que su contraparte de manga. Va a la escuela secundaria con Musashi, Hayato y Michiru. Viaja al Instituto de Investigación Satome el día en que se prueba el Prototype Getter Robo. Es testigo de la muerte del equipo Prototype Getter Robo, incluido el hijo del profesor Saotome, a manos del Evil Dinosaur Empire. Solicita la ayuda de Musashi Tomoe y Hayato Jin para pilotar el Getter Robo real. Ryoma pilotando el Getter-1 es clave para luchar contra el Imperio de los dinosaurios. Ryoma y sus amigos luchan contra el Imperio de los Dinosaurios hasta la batalla final en la que Musahi da su vida para derrotarlos.
Incluso después de la derrota del Imperio de los Dinosaurios, surge una nueva amenaza en forma del Clan de los 100 Demonios. Los miembros restantes del equipo Getter Robo consiguen que Benkei Kuruma pilote el último avión del Getter Robo G. Ryoma pilota el Getter Dragon en la segunda serie.
En la serie Getter Robo Armageddon de OVA de 1998, Ryoma fue incriminado por el asesinato del Dr. Saotome. Después de que un Dr. Saotome resucitado amenaza con destruir el mundo, es liberado de la cárcel para cometer el mismo asesinato del que fue acusado. Ryoma le guarda rencor a Hayato; quien no solo cometió el asesinato de Saotome, también testificó en su contra. Después de no poder detener un ataque nuclear contra Shin Dragon, desaparece de la Tierra. Reaparece 13 años después en una base abandonada ubicada en la Luna. Se reincorpora a la lucha contra The Invaders pilotando un Getter personalizado, el Black Getter.
Ryoma aparece como personajes secundarios en Shin Getter Robo vs Neo Getter Robo. Con cicatrices mentales después de ser torturado por el Imperio de los Dinosaurios y la muerte de Musashi, abandona el Getter Team y vaga por Japón como artista marcial. Regresa y ayuda al New Getter Team cuando el Dinosaurs Empire intenta destruir a Shin Getter Robo.
Hayato Jin (神隼人, Jin Hayato) Expresado por: Keaton Yamada: el distante y aparentemente antisocial Hayato Jin muestra una habilidad considerable en varios deportes, pero generalmente le gusta que lo dejen solo. A pesar de esto, finalmente consigue a todas las chicas, incluidas las espías androides del Imperio Kyoryu. Hayato pilota la Máquina Jaguar en la batalla con Ryoma Nagare y Musashi Tomoe. Cuando se combina con los demás, pilota Getter 2. La máquina refleja la fuerza física y la velocidad de Hayato. Tiene la voz de Keaton Yamada, quien finalmente se convirtió en la voz de Juzo Naniwa de Combattler V. En Getter Robo Armageddon, Shin Getter Robo vs Neo Getter Robo y New Getter Robo, Naoya Uchida le da voz. Getter Robo G se llamó Starvengers en los EE. UU. y Hayato Jin se cambió a Paladin Spencer.
Musashi Tomoe (巴武蔵, Tomoe Musashi) Expresado por: Toku Nishio: un experto en judo, pilota el tercer robot. En el manga, asume el papel de pilotar el tercer avión y el robot, a pesar de fallar en todas las pruebas físicas y mentales dadas. Es conocido por morir en casi todas las series en las que participa.
Benkei Kuruma (車弁慶, Kuruma Benkei) Expresado por: Jouji Yanami - Un jugador de béisbol, piloto del tercer robot de la segunda serie. En Getter Robo Armageddon, es el padre adoptivo del amnésico Genki Saotome.
Profesor Saotome (早乙女博士, Saotome-hakase) Expresado por: Kousei Tomita - Inventor del Getter Robo. En el manga original, él mismo piloteó inicialmente el tercer jet, solo para que Musashi asumiera el papel por la fuerza.
Michiru Saotome (早乙女ミチル, Saotome Michiru) Expresado por: Rihoko Yoshida: la bella y decidida hija del profesor Saotome, pilota un jet propio que no se combina con los demás, sino que reabastece de combustible y energía. Los cuatro pilotos de Getter Robo/G han mostrado una atracción hacia ella en algún momento, aunque sus sentimientos no parecen ser mutuos, y rara vez surge algo de sus avances hacia ella. A pesar de esto, mantiene una relación amistosa con todos ellos. Ella muere antes de los eventos de Getter Robo Armageddon, y su muerte es un punto clave de la trama de la serie. En New Getter Robo OVA, parece ser mayor y tiene un temperamento mucho más corto que cualquiera de sus encarnaciones anteriores.
Genki Saotome (早乙女元気, Saotome Genki) Expresado por: Hiroko Kikuchi: el hijo del profesor Saotome, el niño acompañante presente en casi todo el cine de acción japonés de la década de 1970.
En Getter Robo Armageddon OVA, Genki es una niña, y el profesor Saotome la crio deliberadamente como un niño para engañar al público sobre su verdadero género para su propia protección. Ella queda mentalmente marcada después de ver la verdadera causa de la muerte de Michiru, y luego se topa con la escena del "asesinato" de su padre algún tiempo después. Después de presenciar el "Armagedón", que su padre puso en marcha, el trauma mental excesivo hace que se vuelva amnésica. Para protegerla de la venganza de los otros sobrevivientes, Benkei usa su conocimiento de su verdadero género y su nueva mente amnésica para convencerlos de que ella es su propia hija, dándole el nombre de Kei Kuruma. Trece años después, Kei crece y se convierte en una mujer marimacho y de mal genio, y se convierte en uno de los miembros del nuevo Equipo Getter, pilotando el Shin Jaguar/Shin Getter 2.
Monji Ogarashi (大枯文次 Monji Ōgarashi?): Inventor excéntrico, creó un robot rojo, llamado Asataro, que trabaja como su asistente. Vive en una choza cerca del Instituto Saotome (Instituto de Investigación Getter Ray); corpulento y fuerte. Inicialmente no le gusta el Getter Team, especialmente Musashi porque ambos están enamorados de Michiru.
Joho (ジョーホー Jōhō?): Asiste a la misma escuela que el Getter Team y también es miembro del equipo de judo de Musashi. Pequeño en estatura y luce una cabeza rapada. También es amigo y discípulo de Monji.
Asataro (浅太郎 Asatarō?): Robot tonto creado por Monji. Asataro es el asistente de Monji.
Kazuko Saotome (早乙女 和子 Saotome Kazuko?): La esposa del Dr. Saotome.
Asuka Jin (神明日香 Jin Asuka?): La hermana de Hayato.
Ichiwa Nagare (流 一岩 Nagare Ichiwa?): Padre de Ryoma, supremo artista marcial y un infame asesino del dojo a quien Ryoma respeta mucho.
Take Tomoe (巴タケ Tomoe Take?): Madre de Musashi.

### Imperio de los Dinosaurios
Emperador Gore (帝王ゴール, Teiō Gōru) Expresado por: Hiromu Jin - El comandante supremo del Imperio Dinosaurio. En el segundo volumen del manga original, Gore es abandonado por su gente cuando se ven obligados a regresar a la tierra. En el manga, decidió que moriría con honor al luchar contra Getter Robo, sin embargo, incluso esta oportunidad le fue robada cuando un robot del imperio Hyaki abrió fuego contra su nave y lo mató. En el anime, él, junto con el resto del imperio, murió cuando Musashi estrelló la Command Machine contra el Mighty Battleship Dai.
General Bat (バット将軍, Batto Shōgun) Expresado por: Kenichi Ogata - comandante de campo del emperador Gore.
Jefe Galeli (ガレリィ長官, Gareri Chōkan) Expresado por: Keaton Yamada, jefe de ingeniería y diseñador de mechasaurios del emperador Gore. (En el manga se decía que era el primer ministro de Ciencia). Su nombre es posiblemente una referencia a Galileo Galilei.
Gran Demonio Yura (大魔人ユラー, Dai Majin Yurā) Expresado por: Kouji Yada - Maestro del Emperador Gore, se sabe muy poco sobre este demonio muy alto además de ser un miembro del Imperio Hyakki que aparece en Getter Robo G. Tiene la poder para manipular el suelo a su voluntad.
Clan Chiryu (Volumen 2, capítulo 8): los miembros de este clan fueron enviados para destruir el robo Getter. los miembros eran Dera (que tiene una cuchilla en la columna vertebral y puede girar lo suficientemente rápido como para cavar en el suelo); Garo (que puede extender su cuerno medio para apuñalar a su oponente, tiene dos cerebros, dos corazones y seis pulmones, lo que le da la capacidad de revivir); Neon el líder y otros tres. Todos los nacidos en el clan Chiryu nacen con un poder misterioso. Son considerados parias incluso por el Imperio de los Dinosaurios. Ven la guerra como una oportunidad para mover al clan chiryu en el Imperio de los dinosaurios.
Mechasaurus: todos los Mechasaurus de la serie son capaces de sobrevivir en el magma y aquellos que no necesitan volar pueden enterrarse muy rápido; sin embargo, como se demostró en el episodio 16 con Geru, los mecasaurios no pueden sobrevivir en el magma si se mueve sobre ellos con la fuerza suficiente para provocar una erupción. Aparecen en todos los episodios de Getter Robo.

### Imperio Hyakki
Emperador Burai: El emperador del Imperio Hyakki, o El Imperio de los Cien Demonios cuando se traduce literalmente.
General Hidler: comandante de campo de Burai que se parece a Adolf Hitler.
Profesor Gura: ingeniero jefe de Burai y diseñador de Mecha Oni (Hyakki Robots). Alternativamente, su nombre se traduce como Graw.
Mecha Oni (Aparece en todos los episodios): Los Mecha Oni (también llamados Hyakki Robots) son las principales máquinas de guerra del Imperio Hyakki, son mucho más fuertes que los Mechasauruses y, como ellos, a menudo se entierran a menos que puedan volar. Con pocas excepciones, todos los Mecha Oni llevan el nombre de sus pilotos y se parecen a ellos. Se afirma y se prueba en algunos episodios que destruir sus cuernos los debilitará críticamente, si no los destruirá.

## Influencia
Fue la primera serie que introdujo el concepto de varias máquinas que podían combinarse para formar a un superrobot (mecha). Los tres jets podían combinarse de tres formas diferentes para crear tres robots distintos. Originalmente, esta idea fue discutida durante la concepción y producción de Mazinger Z (el primer robot gigante en ser tripulado); la idea fue desechada y posteriormente desarrollada para Getter Robo. Esta idea de combinación y transformación demostró ser un concepto muy poderoso y ha sido utilizado en el género súper robot desde entonces.
En una entrevista con Kazuki Nakashima, el escritor de Gurren Lagann y editor jefe de la compilación Getter Robo Saga, Getter Robo fue citado como una de las principales inspiraciones de Gurren Lagann. La compañía de videojuegos SNK también comentó que fueron influenciados por la serie al diseñar los tres personajes principales de The King of Fighters '94. En Las Chicas Superpoderosas Z, Dy. Na.Mo, un robot con 3 partes individuales que pueden combinarse para crear varias formas similares a Getter Robo, aparece en el episodio 50 del programa.
En la serie de parodia de anime All Purpose Cultural Cat Girl , Nuku Nuku en un episodio presenta al creador de Nuku Nuku utilizando una serie de robots llamados "Geta Robo", con forma de un zueco gigante de madera (un Geta). Tiene la voz de Akira Kamiya, quien interpretó a Ryoma Nagare en Getter Robo.
En otra serie de parodias de anime Lucky Star, cada vez que mencionan a un dentista, Konata siempre recuerda al Getter II con el taladro como un dentista.
La película de Stephen Chow, The Mermaid, presenta un fragmento del tema musical de fondo en un momento dado.
El diseño de Getter Robo, así como el diseño de Mazinger Z, fueron influencias para el súper robot japonés Ultra-V en el juego de PlayStation 2 War of the Monsters. Esto es muy evidente en el diseño facial del mecha. Además, la paleta de colores del tercer traje de Ultra-V recuerda mucho a Getter Robo.

## Versiones y secuelas

### Getter Robo G
En el último episodio de la serie Getter Robo, el «Imperio Dinosaurio» logra ser derrotado, pero con la muerte de uno de los pilotos, Musashi Tomoe. En esta nueva serie es introducido un nuevo enemigo: el clan de los 100 demonios, que en ese preciso momento se preparan para invadir a la Tierra desde el espacio. Esta sería la base para una secuela con una versión mejorada del robot original, piloteado por Ryoma, Hayato y el novato Benkei Kuruma. Esta nueva serie llamada Getter Robo G, no fue tan exitosa como su predecesora y solo duró 39 episodios. El nuevo robot y sus pilotos hicieron aparición en Great Mazinger vs. Getter Robo G and Grendizer y en Great Mazinger: Decisive Showdown! Great Sea Beast, a pesar de que el Getter Robo aparece en un universo totalmente diferente al de Mazinger.
Nota: El manga de Getter Robo narra las historias de Getter Robo y Getter Robo G.
Getter Robo G se hizo famosa en Estados Unidos al ser incluida como parte del programa Force Five (La versión estadounidense del El festival de los robots) donde su nombre fue cambiado a Starvengers. Asimismo, Mattel Inc. comercializó juguetes de Getter Robo bajo su línea de juguetes Shogun Warriors.

### Getter Robo Go
Después de algunos años, la franquicia revivió en 1991 con la nueva serie Getter Robo Go, dirigida por Yoshiki Shibata, que presentaba un nuevo robot y un equipo completamente nuevo. Si bien originalmente se planeó como una nueva versión de Mazinger Z, el patrocinador Yutaka optó por reiniciar Getter Robo, y el anime se centró en un nuevo Getter Team, Go Ichimonji, Sho Tachibana y Gai Daido, que luchan contra las fuerzas del Prof. Rando y sus Metal Beasts. Al mismo tiempo, Ishikawa escribió un manga Getter Robo Go de 7 volúmenes de 1990 a 1993, con una trama dramáticamente diferente, aunque compartiendo varios personajes. El manga Go continuó la historia de las entregas originales de la década de 1970 y luego presentó el debut del Shin Getter Robo en sus últimos 3 volúmenes. Se lanzaron muchos productos, como CD, juguetes, videocasetes y, más tarde, un juego de DVD. Además de eso, esta fue la primera vez que Go Nagai y Toei Animation comenzaron a trabajar juntos desde el incidente de Gaiking.
Con el advenimiento del éxito de Getter Robo Go, la influencia y la popularidad del programa original continuaron en Japón, y encontró una manera de quedarse con los fanáticos a través de los videojuegos (como la serie de juegos Super Robot Wars, en la que Getter Robo es uno de los sus pilares de alineación) y otras mercancías. La serie incluso se parodió con éxito en la serie de anime mecha Martian Successor Nadesico, donde el anime dentro del anime Gekiganger III fue un juego de palabras directo (y un homenaje) al legado de Getter Robo, entre muchas otras series de súper robots. Gekiganger III fue el programa favorito del personaje Gai en Martian Successor Nadesico. Su actor de voz, Tomokazu Seki, también ha dicho que Getter Robo es su anime favorito. Tomokazu Seki también expresaría a Go (el protagonista de Getter Robo Go) en Getter Robo Armageddon.

### Shin Getter Robo
Después del final de Getter Robo Go, Ishikawa, motivado por su editor Nakashima, de Futabasha, decidió extender y explicar algunos temas, como qué pasó realmente con Benkei y el Instituto Saotome, por qué Ryoma le tenía miedo a los Getter Rays, qué es Getter. y más. Además, presentaba nuevos enemigos parecidos a insectos del futuro lejano, que luego se usaron en Getter Arc. Todo esto fue contado en la precuela del manga Getter Robo Go, Shin Getter Robo, que comenzó en 1997 y duró 2 volúmenes.

### Getter Robo Arc
Getter Robo Arc es un manga de 3 volúmenes que tiene lugar en un entorno futurista postapocalíptico de ciencia ficción. El hijo de Ryoma, Takuma, se une al híbrido humano-dinosaurio Kamui y al hermano menor de Messiah Tayel, Baku Yamagishi, a bordo del Getter Robo Arc, luchando, junto con el Imperio de los Dinosaurios, contra los enemigos parecidos a insectos del País Fluvial de Andrómeda (アンドロメダ流国, Andoromeda Ryōkoku) desde el futuro lejano. Desafortunadamente, Super Robot Comics, la revista en la que se publicó Arc, fue cancelada y la historia terminó prematuramente. El 2 de noviembre de 2020, se anunció una adaptación de anime de Arc para el verano de 2021, será producida por Bee Media con Jun Kawagoe como director.

### Getter Robo Hien
En 2007, se lanzó en Japón un nuevo manga titulado Getter Robo Hien: The Earth Suicide. Desde entonces, concluyó en 3 volúmenes y se serializó en un webcomic mensual. Esta serie continúa la continuidad de Ken Ishikawa del manga Getter, teniendo lugar temporalmente después de Getter Robo Go y antes de Getter Arc. La serie presenta a un Hayato mayor que lidera un nuevo equipo de Getter Pilots (y un nuevo Getter) mientras defienden la tierra de grandes monstruos parecidos a plantas.

### Apocrypha Getter Robo DASH
En julio de 2008, un nuevo manga titulado Apocrypha Getter Robot Dash fue lanzado en Japón, en Magazine Z, escrito por Hideaki Nishikawa. Debido a la cancelación de la revista Z, continúa como Apocrypha Getter Robo DARKNESS.

### Apocrypha Getter Robo DARKNESS
Apocrypha Getter Robo Darkness es en realidad Getter Robot DASH, continuando con otro título en Young Animal Arashi después de que Magazine Z fuera cancelada. El capítulo 0 de Getter Robo DARKNESS, publicado en la edición de julio de 2009 de la revista, es en realidad una reimpresión del sexto capítulo de Getter Robo DASH, el último publicado en Magazine Z.

### Change!! Getter Robo (Getter Robo Armageddon)
¡El concepto se reinventó en 1998 con el cambio OVA de estilo retro! Getter Robo: The Last Day of the World (lanzado en Estados Unidos como Getter Robo: Armageddon). El director de Giant Robo, Yasuhiro Imagawa, iba a dirigir el OVA, pero tuvo una pelea con el estudio después del Episodio 3. El OVA tuvo 13 episodios y se presentó como la secuela de una historia, que en realidad nunca fue animada, sobre el Getter Team luchando contra un raza de extraterrestres amorfos llamados "Invasores". Esta producción hizo uso de un estilo de animación que recuerda al antiguo Getter Robo y otros programas de anime de la década de 1970 con líneas gruesas e incompletas.

### Shin Getter Robo vs Neo Getter Robo
Dos años más tarde, el mismo personal regresó para el OVA de cuatro partes Shin Getter Robo vs Neo Getter Robo. La trama del OVA se basa libremente en el Getter Robo original, con Dinosaur Empire como antagonistas. El OVA presenta un nuevo Getter Robo, el Neo Getter Robo titular, que es similar en diseño al Getter Robo de Getter Robo Go y también comparte elementos del diseño de Getter Robo G. Además, presenta personajes de Getter Robo Go que tienen una personalidad más cercana a los que se encuentran en el manga original que en la adaptación al anime. El OVA también incluyó una miniserie de tres partes que duró cinco minutos llamada Dynamic Super Robot's Grand Battle que muestra varios robots creados por Go Nagai que luchan contra el imperio Mycene del anime Great Mazinger. El corto incluyó apariciones de Getter Robo G y Shin Getter Robo.

### New Getter Robo
En 2004, el director Jun Kawagoe produjo un nuevo OVA llamado New Getter Robo, esta vez siendo un recuento de la historia de Getter Robo. En esta nueva historia, la humanidad está bajo el ataque de criaturas demoníacas llamadas Oni. Como en las historias originales, el Dr. Saotome crea una serie de robots impulsados por Getter-Ray para luchar contra los monstruos, culminando la creación de Getter Robo. Tanto el robot como el Getter Team fueron rediseñados para la nueva serie. Getter Robo tiene un aspecto más detallado y mecánico que sus formas anteriores, y los tres pilotos, Ryoma, Hayato y una combinación de los arquetipos de Musashi y Benkei llamados "Benkei Musashibo", son tan violentos y antiheroicos como lo eran en el manga de los 70. Ryoma es ahora un luchador callejero irresponsable, Hayato un terrorista sádico y sediento de sangre, y Benkei un monje aprendiz hedonista y glotón.

## Continuaciones
Las series de televisión, los OVA y el manga se consideran tres series diferentes debido a las diversas diferencias entre ellas.
Las series de televisión Getter Robo y Getter Robo G son versiones originales de Toei basadas en los conceptos de Go Nagai y Ken Ishikawa, en lugar de ser adaptaciones del manga. Getter Robo Go es un programa futurista que imita la serie de televisión anterior en estilo y tono familiar. Los tres siguen una fórmula del monstruo de la semana.
Los OVA se basan principalmente en el manga Getter Robo y, a veces, en otros manga de Ken Ishikawa como Kyomu Senki. Cada OVA se establece en una continuidad alternativa diferente y, por lo tanto, se puede ver en cualquier orden.
La compilación de manga Getter Robo Saga de Ken Ishikawa (Getter Robo, Getter Robo G, Getter Robo Go, Shin Getter Robo, Getter Robo Arc) se considera la continuidad principal de la franquicia, ya que cada entrada está conectada entre sí. El manga que no es de Ken Ishikawa, como Devilman vs Getter Robo y Getter Robo Darkness de Go Nagai, no se consideran en la continuidad de Ken Ishikawa.

## Juegos de vídeo
Los diversos Getter Robos son personajes principales de la serie Super Robot Wars de Banpresto, que generalmente se encuentran en el estilo súper deformado por el que la serie es popular; Getter apareció en casi todas las entregas exclusivas no originales con Gundam y Mazinger (excepto Judgement, K, L, UX, BX y X, en las que Getter no participa). ¡Getter Robos también recibió su propio juego de estrategia por turnos similar a la serie Super Robot Wars para Sony PlayStation titulado Getter Robo Daikessen! Este juego presentaba las diversas versiones de Getter Robo del manga y el anime y los OVA producidos hasta ese momento, así como un robot rosa original pilotado por un trío de mujeres ninja. Shin Getter y Black Getter están incluidos en el episodio 3 de Another Century, que presenta la historia de Getter Robo Armageddon.